# Héctor Julio Alfonso
Héctor Julio Alfonso López (Magangue, 9 de abril de 1978) es un administrador de empresas y político colombiano.

## Biografía
Administrador de empresas, es hijo de la empresaria del chance, detenida por lavado activos, Enilce López, conocida como La Gata y hermano del político Jorge Luis Alfonso. A instancias de su madre y pese a no tener ninguna experiencia política, postuló a la Cámara de Representantes por Bolívar en 2006, primero con el aval del Partido Conservador Colombiano, si bien fue expulsado de este debido a los líos legales de su madre y terminó inscribiéndose por Apertura Liberal. Obtuvo la votación más alta de Colombia para esta curul, con un total de 100 mil votos Sólo duró un año en la Cámara, pues renunció cuando la Corte Suprema de Justicia abrió investigación en su contra por vínculos con el paramilitarismo.
En 2009 se vinculó al Partido de Integración Nacional - PIN, por el cual consiguió un escaño como Senador en las elecciones de 2010. En 2014 fue capturado por presuntamente tener nexos con las Autodefensas Unidas de Colombia, durante su período de congresista, poco fue liberado en 2015 por vencimientos de términos. En 2018 lo recapturan por el mismo proceso emitido por la Corte Suprema de Justicia de Colombia pero en 2020 fue declarado como muerte política para asumir cargos públicos.